# Paulo Renato Holvorcem
| 42354 Kindleberger     | 12 febbraio 2002  |
| 42365 Caligiuri        | 12 febbraio 2002  |
| 46441 Mikepenston      | 10 giugno 2002    |
| 46442 Keithtritton     | 12 giugno 2002    |
| 48300 Kronk            | 11 giugno 2002    |
| 51983 Hönig            | 19 settembre 2001 |
| 52005 Maik             | 8 febbraio 2002   |
| 52057 Clarkhowell      | 15 agosto 2002    |
| 55331 Putzi            | 21 settembre 2001 |
| 55555 DNA              | 19 dicembre 2001  |
| 64070 NEAT             | 24 settembre 2001 |
| 65100 Birtwhistle      | 8 febbraio 2002   |
| 68448 Sidneywolff      | 18 settembre 2001 |
| 72949 Colesanti        | 12 febbraio 2002  |
| 77870 MOTESS           | 16 settembre 2001 |
| 83360 Catalina         | 16 settembre 2001 |
| 84342 Rubensdeazevedo  | 5 ottobre 2002    |
| 89956 Leibacher        | 6 giugno 2002     |
| 90453 Shawnphillips    | 6 febbraio 2004   |
| 109879 Letelier        | 16 settembre 2001 |
| 123860 Davederrick     | 16 febbraio 2001  |
| 131186 Pauluckas       | 16 febbraio 2001  |
| 158520 Ricardoferreira | 19 marzo 2002     |

Paulo Renato Holvorcem (Campinas, 10 luglio 1967) è un astronomo amatoriale brasiliano, noto per essere tra i più prolifici scopritori di asteroidi.
Si è laureato in matematica applicata nel 1994.
Il Minor Planet Center gli accredita la scoperta di 188 asteroidi, la maggior parte delle quali in condivisione con Charles W. Juels o Michael Schwartz, effettuate tra il 1998 e il 2003.
Ha scoperto o coscoperto le comete non periodiche C/2002 Y1 Juels-Holvorcem e C/2005 N1 Juels-Holvorcem (con Charles W. Juels), la C/2011 K1 Schwartz-Holvorcem (con Michael Schwartz), C/2013 D1 Holvorcem e C/2013 U2 Holvorcem.
L'8 agosto 2018 ha coscoperto con Cristóvão Jacques, João Ribeiro de Barros e Eduardo Pimentel la nova V3666 Oph .
Per le scoperte e coscoperte delle comete è stato insignito, nel 2003, nel 2006, nel 2011, nel 2013 e nel 2014 (due volte) con il Edgar Wilson Award.
Gli è stato dedicato l'asteroide 13421 Holvorcem.